# South Clettraval

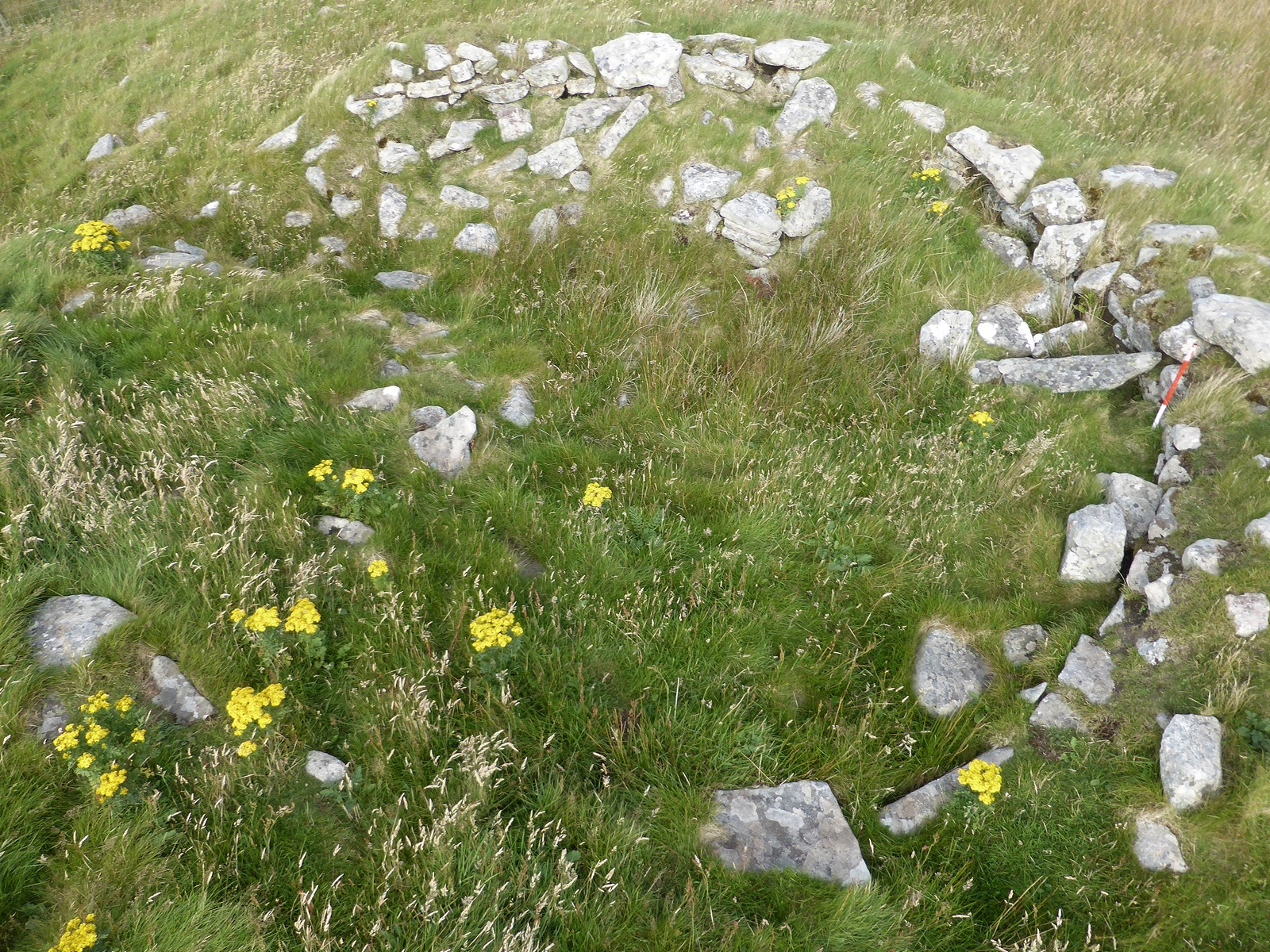
Reste des Wheelhouse

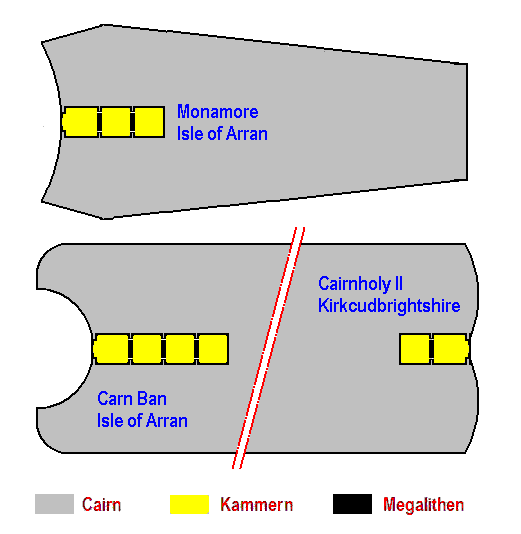
Anlagen des Clyde-Tomb-Typs

South Clettraval (schottisch-gälisch Cleitreabhal; auch Tigh Cloiche) ist ein archäologischer Fundplatz im Westen der Hebrideninsel North Uist in Schottland. Hier befinden sich eng benachbart eine Megalithanlage vom Typ Clyde Tomb, ein atlantisches Rundhaus, ein Menhir und eine weitere zerstörte Anlage. Die Anlage ist als Scheduled Monument geschützt.

## Beschreibung
Das stark gestörte, trapezoide Clyde Tomb von Clettraval (auch Carry Tighary genannt) liegt West-Ost-gerichtet an einem Hang. Die relativ dünnen, dachziegelartig überlappenden Platten der etwa 10 m langen Kammer sind leicht verkippt. Der ursprünglich etwa 29 m lange Cairn ist noch in Resten erkennbar. Einige der 0,7 m hohen Randsteine und der Platten der im Osten gelegenen Fassade sind erhalten. Vor der Fassade lag ein gepflasterter Vorhof. Während Ausgrabungen in den 1930er-Jahren durch Lindsay Scott wurden Scherben jungsteinzeitlicher und bronzezeitlicher Tonware gefunden. Darunter waren zahlreiche Scherben einer Keramik, die von der „Eilean na Tighe“ (Harris) stammt und ansonsten bisher nur in der Megalithanlage von Unival gefunden wurde.
Im Westen liegen innerhalb des Cairnmaterials die Überreste eines eisenzeitlichen Wheelhouses von 7,5 m Durchmesser mit Nebengebäuden, zu dessen Bau die Steine des Clyde tombs und seines Cairns verwendet wurden. Die ringförmige äußere Wheelhousewand hat etwa 2,2 m Stärke und steht noch bis zu einer Höhe von 1,2 m. Vier der ursprünglich sieben Platten, die die namengebenden radialen Unterteilungen bilden, stehen noch. Die niedrigen Vorderwände dieser stallboxenartigen Abteilungen sind nur 0,4 m hoch. Dieses auch als Atlantic Roundhouse von Clettraval bezeichnete Objekt wird auf das 1. Jahrhundert v. Chr. datiert, obwohl bei erneuten Untersuchungen (zuletzt 1975) auch Scherben des 5. und 6. Jahrhunderts n. Chr. gefunden wurden.
Im Süden steht ein 1,5 m hoher Menhir (englisch Standing Stone) und ein stärker gestörter Cairn liegt in der Nähe.